# Eloeophila ussuriana
Eloeophila ussuriana är en tvåvingeart. Eloeophila ussuriana ingår i släktet Eloeophila och familjen småharkrankar.

## Underarter
Arten delas in i följande underarter:
- E. u. iwatensis
- E. u. ussuriana